# 四碱式硫酸铅
四碱式硫酸铅或硫酸四氧化五铅是一种无机化合物，化学式为Pb5O4SO4。它是单斜晶系晶体，空间群P21/c。它在欧盟经济区的生产量或进口量超10万吨/年。它可用于聚合物、电子和光学设备的制造。
它是硫酸铅在氢氧化钠溶液中的水解产物，也是硫化铅在空气中的高温氧化产物之一。它在硫酸中经电化学氧化可以得到二氧化铅。